# Jacky Wu
Jacky Wu Zongxian (chino tradicional: 吴宗宪; chino: 吴宗宪, pinyin: Zōngxiàn Wu, Wade-Giles: Wu Tsung-hsien, Tainan, 26 de septiembre de 1962) es un cantante, actor y presentador de televisión taiwanés, también conocido como Ge Xian (宪哥, literalmente hermano Xian). 

## Carrera
Es uno de los artistas más populares de Taiwán, y uno de los más ricos personajes de la serie en la nación. Conocido por su humor brillante, a menudo es objeto de chismes y centro de páginas de tabloides. En un futuro próximo, Wu espera salir de la carrera de la televisión gracias a la suma acumulada de dinero, y de retirarse para continuar con su vida privada.
El programa que conduce se llama Guess Guess Guess, un programa de variedades en la que fue uno de los más populares de su país.

## Filmografía

### Programas de variedades
| Año  | Programa   | Notas    |
| ---- | ---------- | -------- |
| 2017 | Ace vs Ace | invitado |
| 2012 | Day Day Up | invitado |